# Josué Canales
Josué Canales, född den 5 september 2001 i Honduras, är en spansk medeldistanslöpare.

## Karriär
Canales tog brons på 800 meter vid inomhusvärldsmästerskapen i friidrott 2025.